# گیوم دو بایو

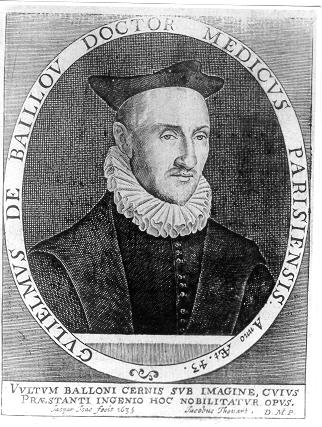
Guillaume de Baillou

گیوم دو بایو (۱۵۳۸-۱۶۱۶) (به لاتین: Ballonius)  پزشک فرانسوی، و بنیادگذار همه‌گیرشناسی جدید. اثر قابل توجه او در این زمینه رساله‌ای در زمینهٔ همه‌گیری است (۱۶۴۰).
آبله و سرخک را از هم تمیز داد و برای اولین‌بار واژهٔ روماتیسم را به‌کار برد. همچنین، سیاه‌سرفه و چندین بیماری زنان را توصیف کرد. مطالعات او از فرضیه‌های بقراط، مخصوصاً عقایدش در زمینهٔ اصول همه‌گیری، مایه گرفتند و تأثیر بسزایی بر کارهای تامس سیدنم داشتند.